# Fighting Turtles
Maillots
Les Fighting Turtles sont un club belge de football américain basé à Grez-Doiceau et plus précisément à Archennes.

## Histoire
Le nom des Fighting Turtles provient de l'équipe universitaire de football américain de Louvain-la-Neuve, disparue bien avant la création du club de Grez-Doiceau. Celui-ci reprend ce nom lorsqu'il est fondé en 2009 par deux anciens joueurs du Andenne Bears.
- 2010 - 6e du Championnat LFFAB
- 2011 - 3e du Championnat LFFAB - Qualification pour les Play-offs - Défaite en Wild card game
- 2011 - Finaliste du Championnat de Belgique Junior.
- 2012 - 2e du Championnat LFFAB - Qualification pour les Play-offs - Défaite en Wild card game
- 2012 - Demi-Finale du championnat de Belgique Junior.
- 2013 - 2e du Championnat LFFAB - Demi-Finaliste du Championnat de Belgique.

## Localisation
| Mont-Saint-Guibert Fighting Turtles |

## Résultat 2010
Les Fighting Turtles finissent 6e du championnat LFFAB 2009-2010 avec 1 victoire, 6 défaites et 1 match nul.
| Équipes                    | Scores |
| -------------------------- | ------ |
| Bears, Fighting Turtles    | 20-20  |
| Fighting Turtles, Tigers   | 0-48   |
| Fighting Turtles, Cougars  | 0-14   |
| Phoenix, Fighting Turtles  | 36-0   |
| Monarchs, Fighting Turtles | 6-16   |
| Tigers, Fighting Turtles   | 50-0   |
| Fighting Turtles, Monarchs | 8-24   |
| Dragons, Fighting Turtles  | 30-16  |

## Résultat 2011
Les Fighting Turtles finissent 3e du championnat LFFAB 2011 avec 4 victoires et 3 défaites.
| Équipes                                 | Scores         |
| --------------------------------------- | -------------- |
| Charleroi Cougars, Fighting Turtles     | 14-6           |
| Tournai Phoenix, Fighting Turtles       | 14-12          |
| Andenne Bears, Fighting Turtles         | 6-38           |
| Fighting Turtles, Brussels Tigers       | 2-28           |
| Liège Monarchs, Fighting Turtles        | 14-47          |
| Fighting Turtles, Tournai Phoenix       | 50-0 (FFT 4QT) |
| Fighting Turtles, Andenne Bears         | 32-2           |
| Fighting Turtles, Brussels Black Angels | 0-35           |

## Résultat 2012
Les Fighting Turtles finissent 2e du championnat LFFAB 2012 avec 6 victoires et 2 défaites.
| Équipes                               | Scores |
| ------------------------------------- | ------ |
| Luxembourg Steelers, Fighting Turtles | 00-50  |
| Liège Monarchs, Fighting Turtles      | 6-12   |
| Brussels Tigers, Fighting Turtles     | 32-6   |
| Charleroi Cougars, Fighting Turtles   | 00-13  |
| Fighting Turtles, Liège Monarchs      | 41-24  |
| Fighting Turtles, Andenne Bears       | 58-07  |
| Brussels Tigers, Fighting Turtles     | 18-00  |
| Fighting Turtles, Tournai Phoenix     | 26-06  |

## Résultat 2013
Les Fighting Turtles finissent 2e du championnat LFFAB 2013 avec 6 victoires et 2 défaites,.
| Équipes                                 | Scores |
| --------------------------------------- | ------ |
| Charleroi Coal Miners, Fighting Turtles | 00-28  |
| WAPI Phoenix, Fighting Turtles          | 00-56  |
| Luxembourg Steelers, Fighting Turtles   | 6-39   |
| Waterloo Warriors, Fighting Turtles     | 00-70  |
| Fighting Turtles, Liège Monarchs        | 24-14  |
| Fighting Turtles, Andenne Bears         | 26-06  |
| Brussels Tigers, Fighting Turtles       | 20-12  |
| Brussels Tigers, Fighting Turtles       | 27-00  |

## Résultat 2014
| Équipes                                 | Scores |
| --------------------------------------- | ------ |
| Charleroi Coal Miners, Fighting Turtles | 00-45  |
| Liège Monarchs, Fighting Turtles        | 22-29  |
| Fighting Turtles, Brussels Tigers       | 07-28  |
| Fighting Turtles, Tournai Phoenix       | 52-00  |
| Fighting Turtles, Waterloo Warriors     | 26-18  |

## Statistiques
| Saison | W  | L  | T | %      | PF  | PA  | D    | Classement |
| ------ | -- | -- | - | ------ | --- | --- | ---- | ---------- |
| 2010   | 1  | 6  | 1 | 0,1875 | 60  | 228 | -168 | 6          |
| 2011   | 4  | 3  | 0 | 0,5714 | 187 | 78  | +109 | 3          |
| 2012   | 6  | 2  | 0 | 0,7500 | 206 | 93  | +113 | 2          |
| 2013   | 6  | 2  | 0 | 0,7500 | 255 | 73  | +182 | 2          |
| 2014   | 4  | 1  | 0 | 0,8000 | 159 | 68  | +91  | 2          |
| Total  | 21 | 14 | 1 | 0,6118 | 867 | 540 | +327 | 3.00       |

| Play-Off | W | L | T | %      | PF | PA  | D   | Résultat       |
| -------- | - | - | - | ------ | -- | --- | --- | -------------- |
| 2011     | 0 | 1 | 0 | 0,0000 | 0  | 35  | -35 | Wild Card Game |
| 2012     | 0 | 1 | 0 | 0,0000 | 13 | 22  | -9  | Wild Card Game |
| 2013     | 1 | 1 | 0 | 0,5000 | 38 | 52  | -14 | Semi-Final     |
| 2014     | 0 | 1 | 0 | 0,0000 | 22 | 30  | -8  | Wild Card Game |
| Total    | 1 | 4 | 0 | 0,2000 | 73 | 139 | -66 | /              |

## Effectif
| - Quarterbacks - 12 Dylan Denis - 5 Tomasz Firszt - Wide Receivers - 1 Jamal Soufi - 81 Louis Dejehet - 89 Loïc Bomoma - Tight Ends - 18 Adrien Massart - 85 Ghislain Nicolas - Running Backs - 28 Stacy Lucas - 46 Malek Jabri - 70 Tarek Amellal - 87 Mike Schoonheyt - Fullback - 34 Gilles Dumont - 40 Jones Van Wezel - 45 Bruno Crudo Osito - Offensive Linemen - 66 Guillaume Vermeire - 67 Denis Joly - 73 Christophe Julle - 75 Lloyd Waegemans - 78 Steven Corijn - 79 David Corijn | - Defensive End - 44 Jeremy Coppens - 92 Isa Salehe - 93 Tom Olders - 72 Reggie Shimirwa - Defensive Tackle - 50 Kevin Poelmans - 65 Emeric Delvaux - 74 John Janssens - 97 Raphaël Cheron - Linebackers - 27 Thomas Weber - 30 Saidi Kikunda - 42 Artus Biloque - 46 Malek Jabri - 52 Gaëtan Mons - 54 David Vandersmissen - 56 Fabrice Notte - 57 Steve Hermant - 88 Nicolas De Crits - 91 Christian Duga | - Cornerback - 17 Jeremy Montfort - 33 Dimitri Jadoul - Safety - 11 Anthony Limbioul - 20 Mickael Maris - Kicker/Punter - 18 Adrien Massart |

## Staff
- Président : David Vandersmissen[1]
- Vice-président : John Janssens
- Secrétaire : Marie-Catherine Huybrecht
- Trésorier : Dennis Joly
- Coach principal : David Vandersmissen
- Coordinateur de la défense : Georgy Baudart
- Coordinateur offensif : Fabrice Notte
- Membres :
  - Maurice Martin
  - Yves Hermant